# Marcos Pontes
Marcos Cesar Pontes (* 11. března 1963 Bauru, São Paulo, Brazílie) je brazilský pilot společnosti Air Force. 30. března 2006 se stal prvním občanem Brazílie, který vzlétl do vesmíru. Jeho kosmický let, 10. návštěvní expedice na Mezinárodní vesmírnou stanici (ISS), trval necelých deset dní.

## Kariéra
Pontes je jedním z nejzkušenějších pilotů brazilského vojenského letectva (FAB), má hodnost podplukovníka, nalétal přes 2000 hodin na 25 typech letadel. V červnu 1998 byl vybrán brazilskou kosmickou agenturou INPE ke kosmickému letu v americkém raketoplánu. Výcvik začal v srpnu 1998 a skončil v prosinci 2000, kdy získal kvalifikaci letového specialisty.

### Kosmický let
Pontesův let byl plánován na rok 2004. Po zkáze Columbie v únoru 2003 byly však lety raketoplánů přerušeny. Brazilci se proto obrátili na Roskosmos.
Dne 2. září 2005 byla podepsána mezi Brazílií (za ni Sergio Gaudenzi) a Ruskem (Anatolij Perminov) dohoda za 20 milionů amerických dolarů. Pontes tedy nasedl na letadlo a odletěl do Moskvy, aby byl doškolen o operacích a historii Sojuzu.
Pontesův let byl naplánován přesně na sté výročí oslav brazilského průkopníka letectví Alberta Santos-Dumonta. 30. března 2006 se pak Pontes stal první portugalsky mluvícím člověkem, který vzlétl do vesmíru. Během své cesty prováděl Pontes osm experimentů vybraných brazilskou kosmickou agenturou. Sojuz TMA-8 přistál 8. dubna 2006 s posádkou Expedice 12 v Kazachstánu.